# Hamnvik
Hamnvik is een plaats in de Noorse gemeente Ibestad, provincie Troms. Ibestad telt 462 inwoners (2007) en heeft een oppervlakte van 0,81 km². Het dorp ligt op het eiland Rolla, en is zetel van het gemeentebestuur. 

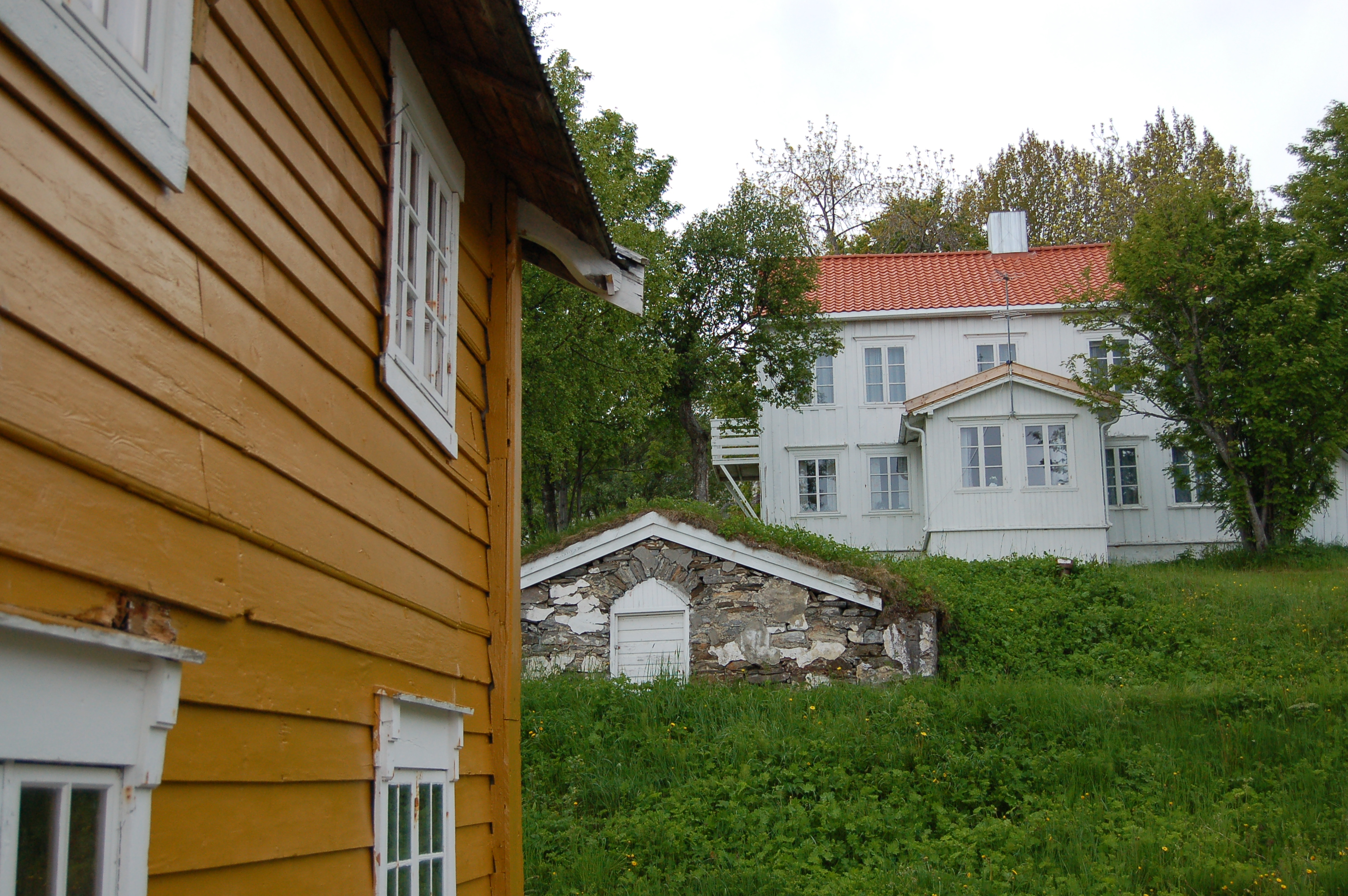
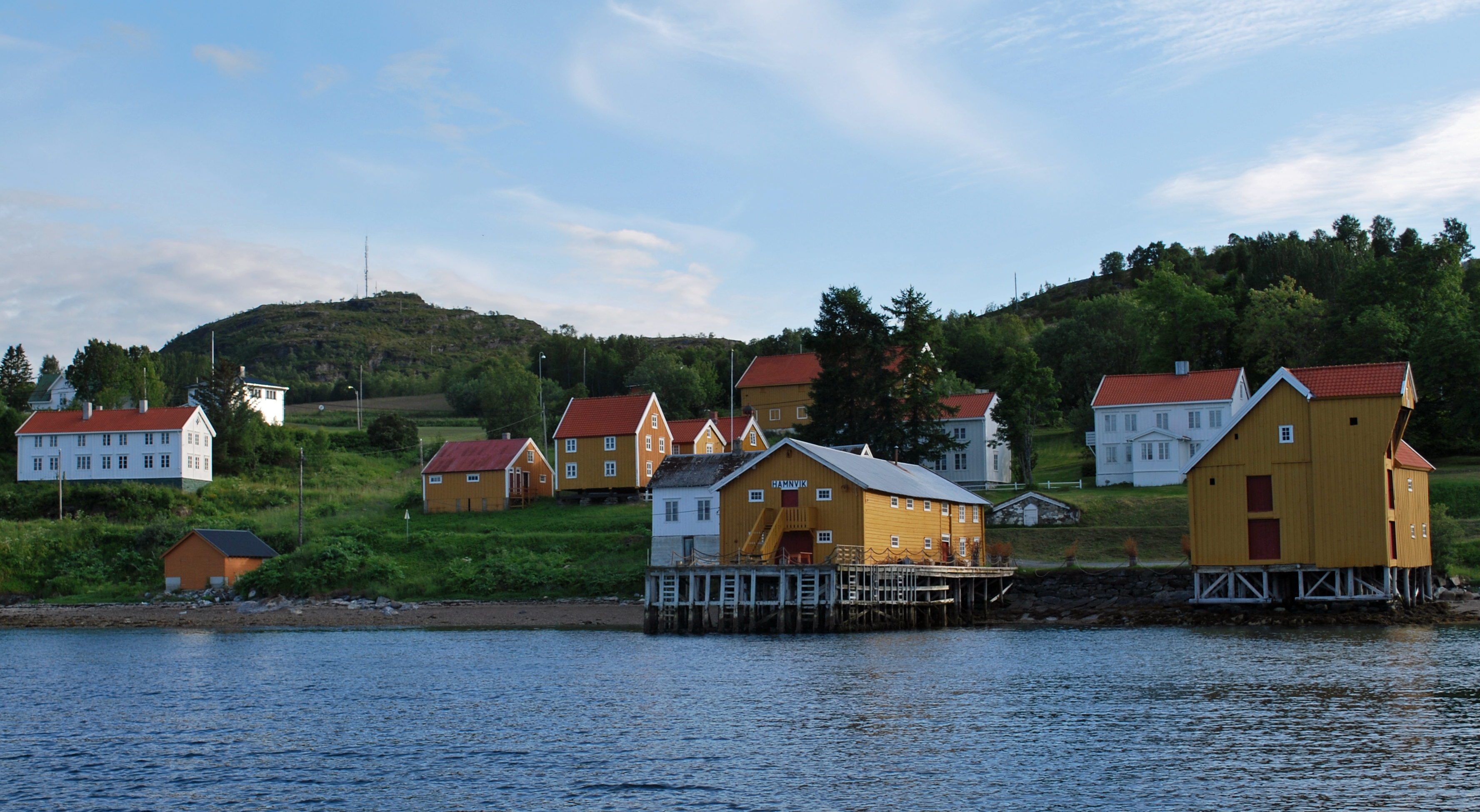
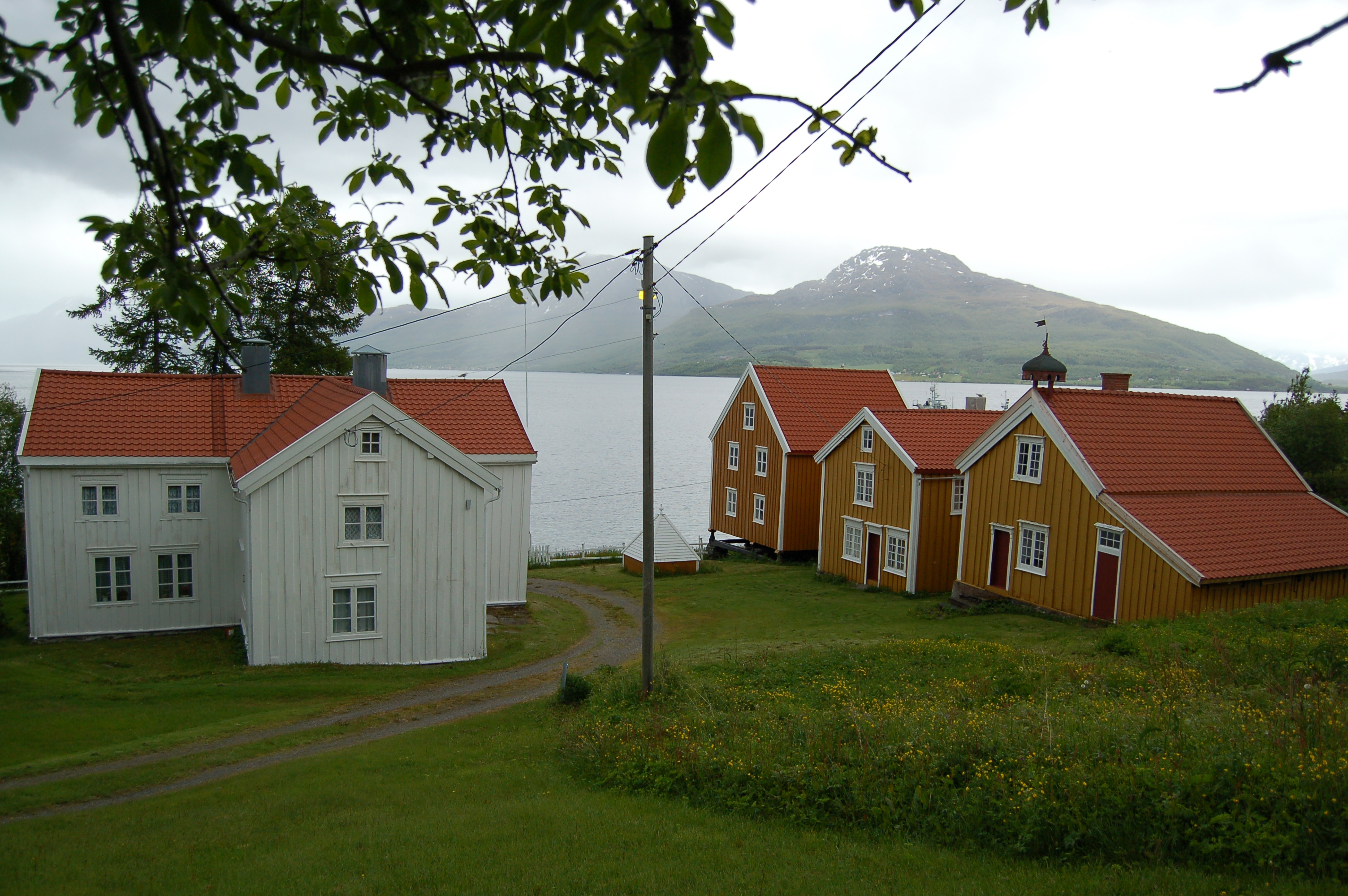